# Acrocercops ramigera
Acrocercops ramigera är en fjärilsart som beskrevs av Edward Meyrick 1920. Acrocercops ramigera ingår i släktet Acrocercops och familjen styltmalar. Inga underarter finns listade i Catalogue of Life.